# Test Event pre-olimpico di Londra 2012
Al Test Event Pre-olimpico di Londra 2012, noto per ragioni di sponsorizzazione come VISA International Gymnastics, sono comprese gare di ginnastica artistica, ritmica e trampolino elastico.
Le gare di ginnastica artistica si svolgono dal 10 al 13 gennaio, quelle di ginnastica ritmica dal 16 al 18 gennaio, mentre quelle di trampolino elastico il 13 gennaio, tutte nella North Greenwich Arena.
Questa competizione qualifica altre quattro squadre nazionali di ginnastica artistica ai Giochi Olimpici di Londra; inoltre, qualifica 34 ginnaste e 27 ginnasti, selezionati grazie al concorso generale individuale. Le squadre arrivate tra il diciassettesimo e il ventiquattresimo posto nella finale a squadre dei Mondiali 2011 possono far partecipare due ginnasti al Test Event; le squadre finite tra il primo e l'ottavo posto possono far partecipare due ginnasti.
Per le qualificazioni al trampolino elastico possono qualificarsi per le Olimpiadi sette ginnasti e sette ginnaste. Questi atleti provengono da paesi che non sono riusciti a qualificarsi ai Campionati mondiali di trampolino elastico 2011.

## Ginnastica Artistica

### Concorso Maschile
| Nazione                                 | Ginnasti |                        |                        |                        |                        |                        |                        |
| Qualificazione Squadra                  | Qualificazione Squadra                                                                                               | Qualificazione Squadra | Qualificazione Squadra | Qualificazione Squadra | Qualificazione Squadra | Qualificazione Squadra | Qualificazione Squadra |
| --------------------------------------- | --- | ---------------------- | ---------------------- | ---------------------- | ---------------------- | ---------------------- | ---------------------- |
| Francia                                 | Cyril Tommasone, Yann Cucherat, Gael da Silva, Pinheiro-Rodrigues, Arnaud Willig, Axel Augis                         |                        |                        |                        |                        |                        |                        |
| Gran Bretagna                           | Kristian Thomas, Daniel Purvis, Daniel Keatings, Louis Smith, Ruslan Panteleymonov, Max Whitlock                     |                        |                        |                        |                        |                        |                        |
| Spagna                                  | Ignacio Losantos, Fabián Gonzales, Javier Gómez Fuertes, Sergio Muñoz, Isaac Botella Pérez, Rubén López              |                        |                        |                        |                        |                        |                        |
| Canada                                  | Nathan Gafuik, Kenneth Ikeda, Brandon O'Neill, Jackson Payne, Casey Sandy, Kevin Lytwyn                              |                        |                        |                        |                        |                        |                        |
| Brasile                                 | Arthur Oyakawa Mariano, Nabarrete Zanettia, Sergio Sasaki Junior, Fouro da Silva, Barretto Junior FC, Aguiar Barbosa |                        |                        |                        |                        |                        |                        |
| Porto Rico                              | Alexander Rodriguez, Luis Rivera, Angel Ramos Rivera, Tommy Ramos, Rafael Morales-Casado, Alexis Torres              |                        |                        |                        |                        |                        |                        |
| Italia                                  | Matteo Angioletti, Matteo Morandi, Enrico Pozzo, Alberto Busnari, Paolo Ottavi, Lorenzo Ticchi                       |                        |                        |                        |                        |                        |                        |
| Bielorussia                             | Pavel Bulaŭski, Arcëm Bykaŭ, Dzmitryj Kaspjarovič, Aljaksandr Tsarevich, Andrėj Lichavicki, Vasilij Michaliscyn      |                        |                        |                        |                        |                        |                        |
| Qualificazione Individuale (2 ginnasti) | |                        |                        |                        |                        |                        |                        |
| Svizzera                                | Pascal Bucher, Claudio Capelli                                                                                       |                        |                        |                        |                        |                        |                        |
| Australia                               | Thomas Pichler, Samuel Offord                                                                                        |                        |                        |                        |                        |                        |                        |
| Paesi Bassi                             | Jeffrey Wammes, Epke Zonderland                                                                                      |                        |                        |                        |                        |                        |                        |
| Portogallo                              | Manuel Almeida Campos, Gustavo Palma Simões                                                                          |                        |                        |                        |                        |                        |                        |
| Ungheria                                | Vid Hidvegi, Attila Racz                                                                                             |                        |                        |                        |                        |                        |                        |
| Uzbekistan                              | Anton Fokin, Eduard Shaulov                                                                                          |                        |                        |                        |                        |                        |                        |
| Colombia                                | Jorge Hugo Hiraldo López, Jossimar Orlando Calvo Moreno                                                              |                        |                        |                        |                        |                        |                        |
| Kazakistan                              | Stephan Gorbachev, Ildar Valeyev                                                                                     |                        |                        |                        |                        |                        |                        |
| Qualificazione Individuale (1 ginnasta) | |                        |                        |                        |                        |                        |                        |
| Argentina                               | Federico Molinari |                        |                        |                        |                        |                        |                        |
| Armenia                                 | Artur Davtyan |                        |                        |                        |                        |                        |                        |
| Austria                                 | Fabian Leimlener |                        |                        |                        |                        |                        |                        |
| Azerbaigian                             | Shakir Shikhaliyev                                                                                                   |                        |                        |                        |                        |                        |                        |
| Belgio                                  | Jimmy Verbais |                        |                        |                        |                        |                        |                        |
| Bulgaria                                | Iordan Jovčev |                        |                        |                        |                        |                        |                        |
| Cile                                    | Tomás González |                        |                        |                        |                        |                        |                        |
| Croazia                                 | Filip Ude |                        |                        |                        |                        |                        |                        |
| Cipro                                   | Irodotos Georgallas                                                                                                  |                        |                        |                        |                        |                        |                        |
| Rep. Ceca                               | Martin Konecný |                        |                        |                        |                        |                        |                        |
| Egitto                                  | Mohamed Sherif El Saharty                                                                                            |                        |                        |                        |                        |                        |                        |
| Grecia                                  | Vlasios Maras |                        |                        |                        |                        |                        |                        |
| Hong Kong                               | Wai Hung Shek |                        |                        |                        |                        |                        |                        |
| Irlanda                                 | Kieran Behan |                        |                        |                        |                        |                        |                        |
| Israele                                 | Felix Aronovich |                        |                        |                        |                        |                        |                        |
| Lettonia                                | Dmitrijs Trefilovs                                                                                                   |                        |                        |                        |                        |                        |                        |
| Lituania                                | Rokas Guscinas |                        |                        |                        |                        |                        |                        |
| Lussemburgo                             | Sascha Palgen |                        |                        |                        |                        |                        |                        |
| Messico                                 | Daniel Corral Barrón                                                                                                 |                        |                        |                        |                        |                        |                        |
| Nuova Zelanda                           | Patrick Peng |                        |                        |                        |                        |                        |                        |
| Polonia                                 | Roman Kulesza |                        |                        |                        |                        |                        |                        |
| Slovenia                                | Samuel Piasecky |                        |                        |                        |                        |                        |                        |
| Taipei cinese                           | Chih Yu Chen |                        |                        |                        |                        |                        |                        |
| Venezuela                               | Adckixon Trejo |                        |                        |                        |                        |                        |                        |
| Vietnam                                 | Pham Phuoc Hung |                        |                        |                        |                        |                        |                        |

#### Finale a Squadre
La finale a squadre maschile si è tenuta il 10 gennaio. Quattro squadre si sono qualificate per le Olimpiadi. La Gran Bretagna vince la competizione con 358.227 punti, la Francia vince la medaglia d'argento con 350.669 punti, la Spagna vince la medaglia di bronzo con 347.292 punti e l'Italia si qualifica al quarto posto. Il Canada, il Brasile, il Porto Rico e la Bielorussia non si qualificano per le Olimpiadi di Londra.
| Position | Country            | Corpo Libero | Cavallo | Anelli | Volteggio | Parallele | Sbarra | Totale  |
| -------- | ------------------ | ------------ | ------- | ------ | --------- | --------- | ------ | ------- |
| Oro      | Template:GDR sport | 59.782       | 59.707  | 58.033 | 64.165    | 58.433    | 58.107 | 358.227 |
| Argento  | Francia            | 57.240       | 55.698  | 57.733 | 62.124    | 58.666    | 59.198 | 350.659 |
| Bronzo   | Spagna             | 58.032       | 54.099  | 58.198 | 61.966    | 57.465    | 57.532 | 347.292 |
| 4        | Italia             | 56.632       | 55.665  | 59.299 | 62.498    | 56.941    | 55.299 | 346.334 |
| 5        | Canada             | 56.798       | 56.165  | 55.499 | 62.832    | 58.366    | 56.232 | 345.892 |
| 6        | Brasile            | 56.798       | 54.766  | 58.332 | 62.732    | 55.858    | 56.666 | 345.152 |
| 7        | Porto Rico         | 58.265       | 53.799  | 57.099 | 60.732    | 54.831    | 55.366 | 340.092 |
| 8        | Bielorussia        | 54.565       | 56.432  | 56.031 | 60.965    | 55.832    | 51.999 | 335.824 |

#### Corpo Libero
| Posizione | Ginnasta                      | D Score | E Score | Pen. | Totale |
| --------- | ----------------------------- | ------- | ------- | ---- | ------ |
| Oro       | Daniel Purvis                 | 6.500   | 8.966   | —    | 15.466 |
| Oro       | Tomás González                | 6.500   | 8.966   | —    | 15.466 |
| Bronzo    | Kristian Thomas               | 6.300   | 9.033   | —    | 15.333 |
| 4         | Kieran Behan                  | 5.900   | 9.000   | —    | 14.900 |
| 5         | Gael da Silva                 | 6.200   | 8.633   | —    | 14.833 |
| 6         | Jossimar Orlando Calvo Moreno | 6.400   | 8.133   | —    | 14.533 |
| 7         | Isaac Botella Perez           | 6.500   | 7.766   | —    | 14.266 |
| 8         | Angel Ramos Rivera            | 5.600   | 8.233   | —    | 13.833 |

#### Cavallo con maniglie
| Posizione | Ginnasta             | D Score | E Score | Pen. | Totale |
| --------- | -------------------- | ------- | ------- | ---- | ------ |
| Oro       | Louis Smith          | 6.900   | 8.800   | —    | 15.700 |
| Argento   | Max Whitlock         | 6.500   | 8.600   | —    | 15.100 |
| Bronzo    | Andrey Likhovitskiy  | 6.400   | 8.566   | —    | 14.966 |
| 4         | Alberto Busnari      | 6.400   | 8.391   | —    | 14.791 |
| 5         | Vid Hidvegi          | 6.100   | 8.566   | —    | 14.666 |
| 5         | Daniel Corral Barron | 5.800   | 8.866   | —    | 14.666 |
| 7         | Cyril Tommasone      | 6.500   | 7.333   | —    | 13.833 |
| 8         | Shoichi Yamamoto     | 5.600   | 7.700   | —    | 13.300 |

#### Anelli
| Posizione | Ginnasta                 | D Score | E Score | Pen. | Totale |
| --------- | ------------------------ | ------- | ------- | ---- | ------ |
| Oro       | Arthur Nabarrete Zanetti | 6.500   | 9.033   | —    | 15.533 |
| Argento   | Matteo Morandi           | 6.700   | 8.733   | —    | 15.433 |
| Bronzo    | Tommy Ramos              | 6.400   | 8.700   | —    | 15.100 |
| 4         | Danny Pinheiro-Rodrigues | 6.500   | 8.533   | —    | 15.033 |
| 5         | Matteo Angioletti        | 6.400   | 8.533   | —    | 14.933 |
| 6         | Nikita Ignatyev          | 6.300   | 8.566   | —    | 14.866 |
| 7         | Daniel Purvis            | 6.100   | 8.666   | —    | 14.766 |
| 8         | Sergio Muñoz             | 6.300   | 8.433   | —    | 14.733 |

#### Volteggio
| Posizione | Ginnasta             | D Score | E Score | Pen. | Score 1 | D Score | E Score | Pen. | Score 2 | Totale |
| --------- | -------------------- | ------- | ------- | ---- | ------- | ------- | ------- | ---- | ------- | ------ |
| Oro       | Ihor Radivilov       | 7.000   | 9.133   | 0.1  | 16.033  | 7.000   | 9.466   | —    | 16.466  | 16.249 |
| Argento   | Steven Legendre      | 6.600   | 9.200   | —    | 15.800  | 6.600   | 9.333   | —    | 15.933  | 15.866 |
| Bronzo    | Kristian Thomas      | 6.600   | 9.433   | 0.1  | 15.933  | 6.600   | 9.166   | —    | 15.766  | 15.849 |
| 4         | Matthias Fahrig      | 6.600   | 9.300   | —    | 15.900  | 6.600   | 9.000   | 0.1  | 15.500  | 15.700 |
| 5         | Tomás González       | 6.600   | 9.400   | 0.1  | 15.900  | 7.000   | 8.066   | —    | 15.066  | 15.483 |
| 6         | Artur Davtyan        | 6.600   | 8.900   | 0.3  | 15.200  | 6.200   | 9.500   | —    | 15.700  | 15.450 |
| 7         | Isaac Botella Perez  | 6.600   | 9.333   | —    | 15.933  | 6.600   | 8.100   | 0.1  | 14.600  | 15.266 |
| 8         | Ruslan Panteleymonov | 7.000   | 8.000   | 0.3  | 14.700  | 6.600   | 9.000   | 0.1  | 15.500  | 15.100 |

#### Parallele simmetriche
| Rank    | Gymnast              | D Score | E Score | Pen. | Total  |
| ------- | -------------------- | ------- | ------- | ---- | ------ |
| Oro     | Daniel Corral Barron | 6.300   | 9.000   | —    | 15.300 |
| Argento | Epke Zonderland      | 6.000   | 9.016   | —    | 15.016 |
| Bronzo  | Shoichi Yamamoto     | 6.500   | 8.366   | —    | 14.866 |
| 4       | Masahiro Yoshida     | 6.200   | 8.600   | —    | 14.800 |
| 5       | Roman Kulesza        | 6.000   | 8.766   | —    | 14.766 |
| 6       | Oleg Verniaiev       | 6.100   | 8.500   | —    | 14.600 |
| 7       | Daniel Keatings      | 5.700   | 8.833   | —    | 14.533 |
| 8       | Kenneth Ikeda        | 5.700   | 7.100   | —    | 12.800 |

#### Sbarra
| Posizione | Ginnasta                      | D score | E score | Pen. | Totale |
| --------- | ----------------------------- | ------- | ------- | ---- | ------ |
| Oro       | Kristian Thomas               | 6.500   | 8.433   | —    | 14.933 |
| Argento   | Fabián González               | 6.500   | 8.366   | —    | 14.866 |
| Bronzo    | Jeffrey Wammes                | 6.600   | 8.266   | —    | 14.866 |
| 4         | Arnaud Willig                 | 6.100   | 8.633   | —    | 14.733 |
| 5         | Daniel Purvis                 | 6.000   | 8.433   | —    | 14.433 |
| 6         | Jossimar Orlando Calvo Moreno | 6.800   | 7.200   | —    | 14.000 |
| 7         | Yann Cucherat                 | 6.000   | 7.433   | —    | 13.433 |
| 8         | Sergio Muñoz                  | 5.500   | 7.466   | —    | 12.966 |

### Concorso Femminile
| Nazione                                 | Ginnasta |                        |                        |                        |                        |                        |                        |
| Qualificazione Squadra                  | Qualificazione Squadra                                                                                                  | Qualificazione Squadra | Qualificazione Squadra | Qualificazione Squadra | Qualificazione Squadra | Qualificazione Squadra | Qualificazione Squadra |
| --------------------------------------- | --- | ---------------------- | ---------------------- | ---------------------- | ---------------------- | ---------------------- | ---------------------- |
| Italia                                  | Vanessa Ferrari, Carlotta Ferlito, Elisabetta Preziosa, Chiara Gandolfi, Francesca Deagostini, Erika Fasana             |                        |                        |                        |                        |                        |                        |
| Canada                                  | Talia Chiarelli, Madeline Gardiner, Christine Lee, Victoria Moors, Kristina Vaculik, Brittany Rogers                    |                        |                        |                        |                        |                        |                        |
| Francia                                 | Anne Kuhm, Marine Brevet, Clara Della Vedova, Youna Defournet, Sophia Serseri, Camille Coudret                          |                        |                        |                        |                        |                        |                        |
| Brasile                                 | Matias Hypolito, Jade Barbosa, Kuroiwa Yama. Leal, Nunes Gomes Ag, Daiane dos Santos, Gonser Franco EC                  |                        |                        |                        |                        |                        |                        |
| Belgio                                  | Aagje Vanwalleghem, Julie Croket, Terri Grand'ry, Gaelle Mys, Johanna Dejardin, Lisa Vershueren                         |                        |                        |                        |                        |                        |                        |
| Corea del Sud                           | Seon Mi Heo, Ji Hye Sung, Hyunjoo Jo, Eunhui Eum, Doyoung Kim, Ji Yeon Park                                             |                        |                        |                        |                        |                        |                        |
| Spagna                                  | Ana Maria Izurieta, Beatriz Cuesta, Maria Paula Vargas, Menendez Gonzales, Silvia Colussi Pelaez, Ainhoa Carmona Urbano |                        |                        |                        |                        |                        |                        |
| Paesi Bassi                             | Dianne Teunisse, Wyomi Masela, Lieke Wevers, Lisa Top, Ayla Wilbrink, Marlies Rijken                                    |                        |                        |                        |                        |                        |                        |
| Qualificazione Individuale (2 ginnaste) | |                        |                        |                        |                        |                        |                        |
| Messico                                 | Elsa Garcia Rodrigues, Ana Estafania Lago                                                                               |                        |                        |                        |                        |                        |                        |
| Svizzera                                | Giulia Steingruber, Nadia Muelhauser                                                                                    |                        |                        |                        |                        |                        |                        |
| Ucraina                                 | Angelina Kysla, Nataliya Kononenko                                                                                      |                        |                        |                        |                        |                        |                        |
| Ungheria                                | Dorina Böczögő, Laura Gombas                                                                                            |                        |                        |                        |                        |                        |                        |
| Venezuela                               | Jessica Lopez, Ivet Rojas                                                                                               |                        |                        |                        |                        |                        |                        |
| Uzbekistan                              | Daria Elizarova, Luisa Galiulina                                                                                        |                        |                        |                        |                        |                        |                        |
| Slovenia                                | Sasa Golob, Adela Sajn                                                                                                  |                        |                        |                        |                        |                        |                        |
| Grecia                                  | Paschalina Mitrakou, Vasilikī Millousī                                                                                  |                        |                        |                        |                        |                        |                        |
| Qualificazione Individuale (1 ginnasta) | |                        |                        |                        |                        |                        |                        |
| Argentina                               | Valeria Pereyra |                        |                        |                        |                        |                        |                        |
| Australia                               | Barbara Gasser |                        |                        |                        |                        |                        |                        |
| Bielorussia                             | Nastassia Marachkouskaya                                                                                                |                        |                        |                        |                        |                        |                        |
| Bulgaria                                | Ralitsa Mileva |                        |                        |                        |                        |                        |                        |
| Cile                                    | Simona Castro Lazo |                        |                        |                        |                        |                        |                        |
| Colombia                                | Jessica Gil Ortiz |                        |                        |                        |                        |                        |                        |
| Croazia                                 | Tina Erceg |                        |                        |                        |                        |                        |                        |
| Rep. Ceca                               | Kristyna Palesova |                        |                        |                        |                        |                        |                        |
| Rep. Dominicana                         | Yamilet Peña |                        |                        |                        |                        |                        |                        |
| Finlandia                               | Annika Urvikko |                        |                        |                        |                        |                        |                        |
| Template:GDR sport                      | Rebecca Tunney |                        |                        |                        |                        |                        |                        |
| Guatemala                               | Ana Sofia Gomez Porras                                                                                                  |                        |                        |                        |                        |                        |                        |
| Hong Kong                               | Hyu Ying Angel Wong |                        |                        |                        |                        |                        |                        |
| Israele                                 | Valeriia Maksyuta |                        |                        |                        |                        |                        |                        |
| Kazakistan                              | Moldir Azimbay |                        |                        |                        |                        |                        |                        |
| Lituania                                | Laura Švilpaitė |                        |                        |                        |                        |                        |                        |
| Nuova Zelanda                           | Jordan Rae |                        |                        |                        |                        |                        |                        |
| Polonia                                 | Marta Pihan-Kulesza |                        |                        |                        |                        |                        |                        |
| Portogallo                              | Zoi Mafalda Lima |                        |                        |                        |                        |                        |                        |
| Porto Rico                              | Lorena Quinones Moreno                                                                                                  |                        |                        |                        |                        |                        |                        |
| Sudafrica                               | Ashleigh Heldsinger |                        |                        |                        |                        |                        |                        |
| Singapore                               | Heem Wei Lin |                        |                        |                        |                        |                        |                        |
| Slovenia                                | Maria Homolova |                        |                        |                        |                        |                        |                        |
| Svezia                                  | Jonna Adlerteg |                        |                        |                        |                        |                        |                        |
| Turchia                                 | Goksu Uctas |                        |                        |                        |                        |                        |                        |
| Vietnam                                 | Thi Ngan Thuong Do |                        |                        |                        |                        |                        |                        |

#### Finale a squadre
La finale a squadre si è tenuta l'11 gennaio. Dopo una buonissima gara, l'Italia vince la competizione con 224.624 punti, il Canada vince la medaglia d'argento con 221,913 punti, la Francia vince la medaglia di bronzo con 220.744 punti e il Brasile si qualifica al quarto posto con 217.985 punti. Belgio, Corea del Sud, Spagna e Paesi Bassi non si qualificano per le Olimpiadi di Londra.
| Posizione | Nazione       | Volteggio | Parallele | Trave  | Corpo Libero | Totale  |
| --------- | ------------- | --------- | --------- | ------ | ------------ | ------- |
| Oro       | Italia        | 56.699    | 54.966    | 57.124 | 55.832       | 224.621 |
| Argento   | Canada        | 57.066    | 55.599    | 54.766 | 54.482       | 221.913 |
| Bronzo    | Francia       | 56.457    | 56.365    | 53.790 | 54.132       | 220.744 |
| 4         | Brasile       | 57.431    | 52.466    | 53.331 | 54.757       | 217.985 |
| 5         | Belgio        | 55.800    | 52.398    | 54.033 | 54.632       | 216.863 |
| 6         | Corea del Sud | 56.299    | 52.900    | 53.599 | 52.132       | 214.930 |
| 7         | Spagna        | 57.057    | 50.366    | 52.299 | 53.332       | 213.054 |
| 8         | Paesi Bassi   | 55.374    | 51.931    | 51.891 | 52.865       | 212.061 |

#### Volteggio
| Pos.    | Ginnasta           | D. Score     | E. Score     | Penalità     | 1° Parziale  | D. Score     | E. Score     | Penalità     | 2° Parziale  | Totale |
| ------- | ------------------ | ------------ | ------------ | ------------ | ------------ | ------------ | ------------ | ------------ | ------------ | ------ |
| Oro     | Jade Barbosa       | 5.800        | 9.166        | —            | 14.966       | 5.600        | 9.033        | —            | 14.633       | 14.799 |
| Argento | Valeriia Maksiuta  | 5.800        | 8.800        | —            | 14.600       | 5.900        | 8.700        | —            | 14.600       | 14.600 |
| Bronzo  | Wyomi Masela       | 5.800        | 8.733        | —            | 14.533       | 5.000        | 8.833        | —            | 13.833       | 14.183 |
| 4       | Daniele Hypolito   | 5.300        | 8.800        | 0.1          | 14.000       | 5.200        | 8.933        | —            | 14.1330      | 14.066 |
| 5       | Giulia Steingruber | 6.300        | 7.500        | 0.1          | 13.700       | 5.200        | 8.733        | 0.1          | 13.833       | 13.766 |
| 6       | Erika Fasana       | 5.800        | 8.783        | —            | 14.583       | 5.000        | 7.833        | —            | 12.833       | 13.708 |
| 7       | Anastasija Grišina | 5.300        | 7.600        | —            | 12.900       | 4.800        | 7.566        | —            | 12.366       | 12.633 |
| Pos.    | Ginnasta           | 1° Rotazione | 1° Rotazione | 1° Rotazione | 1° Rotazione | 2° Rotazione | 2° Rotazione | 2° Rotazione | 2° Rotazione | Totale |

#### Parallele Asimmetriche
| Rank    | Gymnast                   | D Score | E Score | Pen. | Total  |
| ------- | ------------------------- | ------- | ------- | ---- | ------ |
| Oro     | Anastasija Grišina        | 6.500   | 8.533   |      | 15.033 |
| Argento | Youna Dufournet           | 6.500   | 8.300   | —    | 14.800 |
| Bronzo  | Yao Jinnan                | 6.300   | 8.200   | —    | 14.500 |
| 4       | Kristina Vaculik          | 5.800   | 8.666   | —    | 14.466 |
| 5       | Christine 'Peng Peng' Lee | 5.700   | 8.666   | —    | 14.366 |
| 6       | Rebecca Tunney            | 6.300   | 7.966   | —    | 14.266 |
| 7       | Marta Pihan-Kulesza       | 5.700   | 8.266   | —    | 13.966 |
| 8       | Nataliya Kononenko        | 6.400   | 7.300   | —    | 13.700 |

#### Trave
| Rank   | Gymnast              | D Score | E Score | Pen. | Total  |
| ------ | -------------------- | ------- | ------- | ---- | ------ |
| Oro    | Carlotta Ferlito     | 5.800   | 8.700   | —    | 14.500 |
| Oro    | Vasilikī Millousī    | 5.900   | 8.600   | —    | 14.500 |
| Bronzo | Valeriia Maksiuta    | 5.800   | 8.500   | —    | 14.300 |
| 4      | Madeline Gardiner    | 5.900   | 8.366   | —    | 14.266 |
| 5      | Francesca Deagostini | 5.600   | 8.533   | —    | 14.133 |
| 6      | Yao Jinnan           | 5.800   | 7.700   | —    | 13.500 |
| 7      | Marine Brevet        | 5.800   | 7.566   | —    | 13.366 |
| 8      | Sui Lu               | 5.900   | 4.566   | 0.1  | 10.366 |

#### Corpo Libero
| Posizione | Gymnast                  | D Score | E Score | Pen. | Total  |
| --------- | ------------------------ | ------- | ------- | ---- | ------ |
| Oro       | Vanessa Ferrari          | 5.800   | 8.600   |      | 14.400 |
| Argento   | Victoria Moors           | 5.900   | 8.400   | 0.1  | 14.200 |
| Bronzo    | Daiane dos Santos        | 5.800   | 8.266   | —    | 14.066 |
| Bronzo    | Marine Brevet            | 5.600   | 8.466   | —    | 14.066 |
| 5         | Carlotta Ferlito         | 5.600   | 8.366   | —    | 13.966 |
| 6         | Ana Estefania Lago Serna | 5.600   | 8.266   | —    | 13.866 |
| 7         | Sui Lu                   | 5.600   | 8.233   | —    | 13.833 |
| 8         | Daniele Hypolito         | 5.300   | 8.433   | —    | 13.733 |

## Trampolino Elastico

### Qualificazioni Maschili
| Posizione | Atleta             | Obbligatori | Volontari | Totale  | Note |
| --------- | ------------------ | ----------- | --------- | ------- | ---- |
| Oro       | Dong Dong          | 50.804      | 59.675    | 110.479 | Q    |
| Argento   | Lu Chunlong        | 50.590      | 58.680    | 109.270 | Q    |
| Bronzo    | Masaki Ito}        | 49.375      | 59.415    | 108.790 | Q    |
| 4         | Jason Burnett      | 48.869      | 57.500    | 106.369 | Q X  |
| 5         | Diogo Ganchinho    | 48.420      | 56.750    | 105.170 | Q X  |
| 6         | Blake Gaudry       | 48.710      | 56.760    | 104.470 | Q X  |
| 7         | Henrik Stehlik     | 48.560      | 55.180    | 103.740 | Q X  |
| 8         | Nuno Merino        | 47.750      | 55.980    | 103.730 | Q    |
| 9         | Flavio Cannone     | 47.475      | 56.175    | 103.650 | X    |
| 10        | Steven Gluckstein  | 48.060      | 55.280    | 103.340 | X    |
| 11        | Peter Jensen       | 48.380      | 54.720    | 103.100 | X    |
| 12        | Mikalai Kazak      | 47.225      | 55.450    | 102.675 | —    |
| 13        | Keegan Soehn       | 47.425      | 55.075    | 102.500 | —    |
| 14        | Logan Dooley       | 46.085      | 55.740    | 101.825 | —    |
| 15        | Viatchaslau Modzel | 47.140      | 54.610    | 101.750 | —    |
| 16        | Nicolas Schori     | 46.945      | 53.200    | 100.145 | —    |

- Q = Qualificato per l'Evento Finale
- X = Qualificato per un posto Olimpico[3]

### Finale Maschile
| Posizione | Atleta          | Difficoltà | Esecuzione | Tempo  | Totale | Note |
| --------- | --------------- | ---------- | ---------- | ------ | ------ | ---- |
| Oro       | Dong Dong       | 17.1       | 26.3       | 17.975 | 61.375 |      |
| Argento   | Lu Chunlong     | 17.1       | 26.0       | 18.065 | 61.165 |      |
| Bronzo    | Masaki Ito      | 16.6       | 26.1       | 18.085 | 60.785 |      |
| 4         | Jason Burnett   | 16.0       | 24.8       | 17.275 | 58.075 |      |
| 5         | Blake Gaudry    | 16.0       | 24.2       | 17.065 | 57.265 |      |
| 6         | Henrik Stehlik  | 15.4       | 24.7       | 16.455 | 56.555 |      |
| 7         | Nuno Merino     | 16.6       | 22.5       | 17.020 | 56.120 |      |
| 8         | Diogo Ganchinho | 15.2       | 22.7       | 16.405 | 54.305 |      |

### Finale Femminile
| Position | Athlete             | Difficulty | Execution | Time   | Total  | Notes |
| -------- | ------------------- | ---------- | --------- | ------ | ------ | ----- |
| Oro      | Rosannagh MacLennan | 15.4       | 23.6      | 15.520 | 54.520 |       |
| Argento  | Andrea Lenders      | 14.0       | 24.2      | 15.850 | 54.050 |       |
| Bronzo   | Ana Rente           | 14.4       | 23.6      | 16.035 | 54.035 |       |
| 4        | Katherine Driscoll  | 14.4       | 23.8      | 15.530 | 53.730 |       |
| 5        | Galina Goncharenko  | 14.1       | 23.7      | 15.565 | 53.365 |       |
| 6        | Zita Frydrychova    | 13.6       | 23.6      | 15.105 | 52.305 |       |
| 7        | He Wenna            | 14.4       | 20.9      | 16.205 | 51.505 |       |
| 8        | Luba Golovina       | 12.8       | 21.1      | 13.745 | 47.645 |       |